# Istočni Holstein (okrug)
Okrug Istočni Holstein (njem.: Kreis Ostholstein) je okrug na sjeveroistoku njemačke savezne pokrajine Schleswig-Holstein.

## Zemljopis
Okrug uglavno obuhvaća poluotok Wagrien između Kielškog zaljeva i Lübeckške uvale i otok Fehrman, koji je mostom spojen s obalom. Istočni Holstein graniči na sjeverozapadu s okrugom Plön, na jugu s gradom Lübeckom, na jugozapadu s okrugom Storman i na zapadu s okrugom Segeberg. Najveća uzvisina je Bungsberg sa 168 m, a u njemu se nalazi i najdublja geološka depresija Njemačke, duboka 39,1 m. 

## Gospodarstvo
Glavni prihod u okrugu ostvaruje se od turizma u kupalištima u Fehmarn, Heiligenhafen, Grömitz i Timmendorfer Strand i u Lübeckškoj uvali.

## Promet
Planira se graditi most između otoka Fehmarn i danskog otoka Lolland.

## Muzeji
- Muzej Istočni Holstein u Neustadtu (Cap Arcona Muzeju)
- Muzej Istočni Holstein u Eutinu

## Gradovi, općine i službe
(stanovnici 30. rujna 2006.)
| Gradovi i općine | Gradovi i općine | Gradovi i općine |
| --- | --- | ---------------- |
| - 1. Ahrensbök (8.612) - 2. Bad Schwartau, grad (19.832) - 3. Dahme (1.177) - 4. Eutingrad (17.277) - 5. Fehmarn, grad (12.971) - 6. Grömitz (7.827) - 7. Großenbrode (2.202) - 8. Grube (1.037) - 9. Heiligenhafen, grad (9.254) | - 10. Kellenhusen (1.085) - 11. Malente (10.918) - 12. Neustadt u Holsteinu, grad (16.364) - 13. Oldenburg u Holsteinu, grad (9.816) - 14. Ratekau (15.767) - 15. Scharbeutz (11.893) - 16. Stockelsdorf (16.466) - 17. Süsel (5.386) - 18. Timmendorfer Strand (9.050) |                  |

Službe
| - 1. Služba Großer Plöner See Sjedište: Plön - 2. Služba Lensahn | - 3. Služba Oldenburg-Land sjedište: Oldenburg u Holsteinu - 4. Služba Ostholstein-Mitte |

## Vanjske poveznice
- Službena stranica Okruga Istočni Holstein
- Informacije